# Volker Ordowski
Volker Ordowski (Weilen, 9 november 1973) is een Duits voormalig wielrenner.

## Belangrijkste overwinningen
1997
- 3e etappe Ronde van Zweden

2006
- 1e etappe Esslingen

## Valpartij
Op 11 maart 2003, tijdens de tweede etappe van de rittenkoers Parijs-Nice, kwam Ordowski, samen met Andrej Kivilev en Marek Rutkiewicz ten val in Saint-Étienne. Kivilev overleed de dag nadien.

## Resultaten in voornaamste wedstrijden
| Jaar | Ronde van Italië | Ronde van Frankrijk | Ronde van Spanje |
| ---- | ---------------- | ------------------- | ---------------- |
| 2003 |                  |                     |                  |
| 2005 | opgave           |                     | 106e             |
| 2006 | opgave           |                     |                  |
| 2007 | opgave           |                     |                  |
| 2008 | opgave           |                     |                  |

| Jaar | Kuurne-Brussel-Kuurne |
| ---- | --------------------- |
| 2003 | ↑                     |
| 2005 |                       |
| 2006 |                       |
| 2007 |                       |
| 2008 |                       |